# Môle-Saint-Nicolas

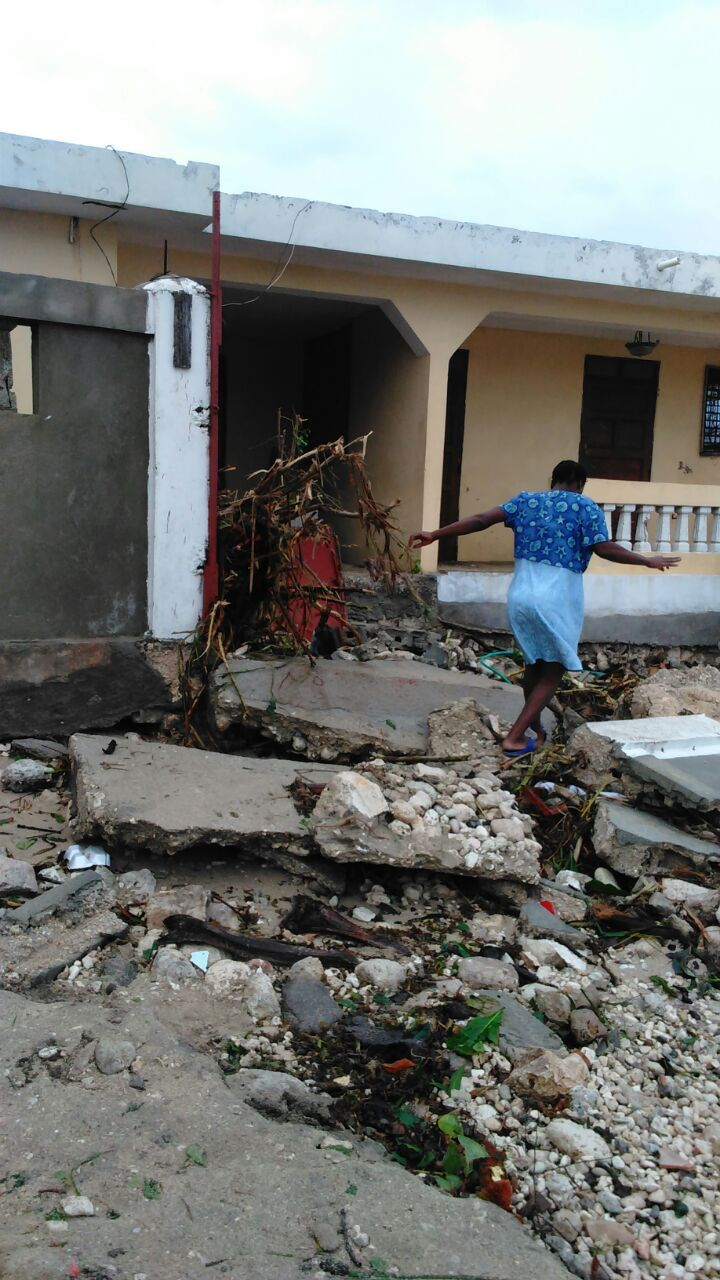
Zerstörungen durch den Hurrikan Matthew in Mole St. Nicolas, Oktober 2016

Môle-Saint-Nicolas (haitianisch-kreolisch: Mòl Sen Nikola oder Omòl, gesprochen; mol sɛ̃ nikɔla) ist eine Gemeinde in Haiti und Hauptort des Arrondissements Môle-Saint-Nicolas im Département Nord-Ouest, dessen Hauptort die Gemeinde Port-de-Paix ist. Die Stadt liegt an der äußersten Westspitze der nördlichen Halbinsel von Haiti.

## Geschichte
Am 6. Dezember 1492, dem Nikolaustag, landete Christoph Kolumbus mit seinen Männern auf der Insel, die er „Hispaniola“ („Die Spanierin“) taufte. Die Landung fand an dem Ort statt, der den Namen Môle-Saint-Nicolas trägt. Die Gemeinde erhielt diesen Namen, nachdem Frankreich im Jahr 1697 die Kontrolle über den westlichen Teil von Hispaniola übernommen hatte.

### 18. Jahrhundert
Nach dem Siebenjährigen Krieg (von 1756 bis 1763) beschlossen die Franzosen, die strategisch wichtige Bucht von Môle-Saint-Nicolas zu befestigen. Die Bucht war ein hervorragender Stützpunkt, der die Windward-Passage kontrolliert und so als das „Gibraltar der Karibik“ bezeichnet wurde. Im Jahr 1764 wurde ein kleiner Ort mit quadratischem Grundriss gegründet, der nach der Bucht benannt wurde.
Nach der Deportation der Akadier aus dem kanadischen Nova Scotia versuchten die französischen Behörden, Angehörige dieser Bevölkerungsgruppe in Môle-Saint-Nicolas anzusiedeln. So sollte Frankreichs damals lukrativste Kolonie Saint-Domingue gestärkt und ein Stützpunkt für die französische Marine ausgebaut werden. Krankheiten und Nahrungsmittelknappheit machten dieses Projekt jedoch zu einem fatalen Fehlschlag. Innerhalb eines Jahres waren 420 der 700 akadischen Siedler tot und die meisten der Überlebenden flohen kurz darauf nach Louisiana.
In die Auseinandersetzungen, die schließlich zur Unabhängigkeit Haitis von Frankreich führten, griff auch das Vereinigte Königreich ein. Ende September 1793 erschien ein einzelnes britisches Kriegsschiff vor Môle-Saint-Nicolas. Dort hatten die Franzosen ein angeworbenes Bataillon irischer Soldaten stationiert. Doch die waren angewidert von der antichristlichen Wendung, die die Französische Revolution mittlerweile genommen hatte, und nicht geneigt, diese Revolution in der Kolonie Saint-Domingue zu verteidigen. Ihr Kommandant übergab den Briten die Festung Môle-Saint-Nicolas. Von dort rückten die britischen Truppen bis Port-de-Paix vor, wo französische Truppen unter den Befehl von Étienne Maynaud de Bizefranc de Laveaux, dem Generalgouverneur von Saint-Domingue, sie aufhalten konnten.
Gegen Ende des Ersten Koalitionskrieges unternahmen die Briten 1797 mit dem 10. Westindischen Regiment unter dem Kommando von General Thomas Maitland eine zweite Landung. Doch durch Gelbfieber rasch dezimiert, mussten sich die Briten zurückziehen. Am 31. August 1798 übergab General Maitland dem schwarzen General Toussaint Louverture die Schlüssel der Festung Môle-Saint-Nicolas. Dies geschah gemäß den Bestimmungen des Waffenstillstandsabkommens vom 30. März 1798, bei dem die Einzelheiten des Rückzugs der britischen Armee aus der noch französischen Kolonie geregelt worden waren.

### 19. und 20. Jahrhundert
Im Sommer 1889 erhielt der amerikanische Gesandte in Haiti die Anweisung, Môle-Saint-Nicolas zur Nutzung als Bekohlungsstation für die amerikanische Flotte zu erwerben. Er versuchte, einen Pachtvertrag abzuschließen, wobei er bemüht war, durch Betonung des gegenseitigen Nutzens die haitianische Souveränität zu verdeutlichen. Die Verhandlungen wurden durch die Intervention der Marine der Vereinigten Staaten und New Yorker Geschäftsleute behindert. Geschäftlich wurde ein Monopol für den Zugang von amerikanischen Dampfschiffen zu den haitianischen Häfen angestrebt. Amerikanische Kriegsschiffe liefen in Port-au-Prince und in anderen haitianischen Häfen ein. Dieses führte in Haiti zu der empörten Ablehnung weiterer Überlegungen, Môle-Saint-Nicolas langfristig zu verpachten. Der amerikanische Gesandte trat von seinem Posten zurück. Die USA zogen sich aus der Konfrontation zurück und sicherten sich sieben Jahre später Guantanamo Bay als Marinestützpunkt in der Region.

## Verwaltung
Die rund 6.000 Einwohner des eigentlichen Ortes Môle-Saint-Nicolas leben in den kommunalen Bezirken
- Côte-de-Fer,
- Mare-Rouge und
- Cité D'espoir (Damé).[6]

Mit den umliegenden ländlichen Bereichen wird die Gesamtbevölkerung in der und um die Gemeinde mit 30.000 Menschen angegeben.
Bemerkenswert ist die Wasserversorgung des Ortes, die über ein in den 1970er Jahren gebautes Reservoir in den Bergen oberhalb mit Leitungssystem besteht. Durch seine exponierte Küstenlage ist Môle-Saint-Nicolas stark durch tropische Wirbelstürme gefährdet.
Môle-Saint-Nicolas ist auf dem Landweg in 8 Stunden von der Hauptstadt zu erreichen. Der Ort liegt an der Kreuzung der Landstraßen 102 und 151. Im Ort selbst sind die Straßen mit robusten Fahrzeugen befahrbar. Im Norden der Stadt gibt es eine unbefestigte Landebahn, das Flugfeld Môle-Saint-Nicolas, das von Sunrise Airways von Port-au-Prince aus (30 Minuten Flugzeit) angeflogen wird.

## Wirtschaft
Die lokale Wirtschaft basiert zu 60 % auf der Fischerei, zu 15 % auf der Ziegenzucht und zu 25 % auf der Landwirtschaft: Pistazien, Mais, Kartoffeln, Feigen, Bananen, Maniok, Kokosnüsse sind die wesentlichen Erzeugnisse.
Die natürliche Schönheit und die feinen weißen Sandstrände von Môle Saint-Nicolas liegen an einer breiten, windgeschützten Bucht. Gute Gastronomie und Sehenswürdigkeiten wie Höhlen bieten ferner touristisches Potenzial, das jedoch kaum entwickelt ist.